# Bruno Arno
Pour les articles homonymes, voir Arno.
Bruno Arno, nom de scène de Bruno Aron (né le 22 février 1902 à Hambourg, mort le 10 mai 1990 à Berlin) est un acteur, chorégraphe et danseur allemand.

## Biographie
Bruno Aron, frère cadet de Sig Arno, commence sa carrière théâtrale à huit ans dans sa ville natale de Hambourg. Il apparaît au Théâtre Thalia et au Théâtre municipal de Harbourg. Entre 1916 et 1932, Arno joue continuellement au théâtre et, à partir de 1919, il suit trois ans de formation de ballet. En 1922, Arno devient maître de ballet au Théâtre de la Kommandonstraße à Berlin. En 1927, Max Reinhardt l'engage également et lui fait concevoir des chorégraphies. En 1929, Arno est nommé directeur artistique du Haus Vaterland. Au début de la décennie suivante, Arno est responsable des chorégraphies des théâtres Metropol et Rose.
Presque en même temps que Siegfried, Bruno Arno apparait en permanence devant la caméra. En 1924, il est responsable de la chorégraphie de Barfüßele. L'année suivante, les frères Arno apparaissent ensemble devant la caméra pendant Die Frau für 24 Stunden. Cependant, la carrière cinématographique de Bruno Arno est bien moins marquante que celle de son frère aîné. Souvent, il ne peut que donner des spectacles de danse. L'année 1933 marque un tournant pour les frères juifs Arno. Siegfried fuit immédiatement l'Allemagne pour échapper aux nazis, tandis que Bruno reste à Berlin jusqu'en 1935. Il émigre ensuite en Suisse. En 1937, Bruno Arno émigre en Argentine, où il se produit, entre autres, au Théâtre du Casino de Buenos Aires. En 1942, il est employé par Paul Walter Jacob de la Freie Deutsche Bühne comme danseur et acteur.
En 1962, Bruno Arno retourne en Allemagne de l'Ouest et interprète des comédies musicales à Düsseldorf, Berlin et Cologne. En 1970, Bruno Arno prend sa retraite et travaille uniquement comme peintre.

## Filmographie
- 1925 : Die Frau für 24 Stunden
- 1926 : Überflüssige Menschen
- 1926 : Der Sohn des Hannibal (de)
- 1927 : Die Hochstaplerin (de)
- 1927 : Benno Stehkragen
- 1928 : Gaunerliebchen
- 1928 : Das Haus ohne Männer
- 1929 : Erpresser
- 1930 : Anny... music-hall (Die vom Rummelplatz) de Karel Lamač
- 1931 : Die große Attraktion
- 1931 : Das Geheimnis der roten Katze
- 1931 : Holzapfel weiß alles (de)
- 1933 : Sag‘ mir wer du bist
- 1933 : ...und wer küßt mich?
- 1966 : Die Nacht zum Vierten (TV)
- 1967 : Frank V. – Die Oper einer Privatbank (TV)